# 한문희
한문희(韓文熙, 1934년 12월 25일 ~ )는 대한민국의 생명공학자, 전 한국생명공학연구원 원장이다.

## 학력
- 1957년: 서울대학교 사범대학 생물학 이학사
- 1959년: 서울대학교 대학원 생물학 이학석사
- 1964년: 미국 플로리다주립대학 대학원 생물학 이학박사

## 주요경력
- 1974 ~ 1985년: KIST 응용생화학연구실 실장, 유전공학센터 센터장
- 1985 ~ 1990년: KIST 부설 유전공학센터(현 한국생명공학연구원) 소장
- 1992 ~ 1994년: STEPI 연구기획관리단 전문위원/단장
- 2000 ~ 2012년: 프로테오젠(주) 대표이사
- 2008 ~ 현재년: 한국바이오벤처협회(현 한국바이오협회) 명예회장

## 생애 및 업적
한문희 원장은 한국 생명공학 및 생명산업이 뿌리 내리는 데 기여한 인스티튜션 빌더다. 그는 생명공학 관련 법을 제정하고 연구소를 설립하여 연구기반을 든든히 구축하고 나아가 바이오벤처의 일선에서 활약하며 생명산업의 발전을 이끌었다. 그는 한국의 생명공학이 추격자에서선도자로 올라설 수 있도록 최전선에서 활약한 한국 생명공학의 대부다.

### 한국 생명공학 연구 및 산업화의 인프라 구축
한문희 원장은 1974년 KIST에 유치과학자로 초청되어 응용생화학 연구실장으로 근무하며 원당의 수입대체문제를 해결하기 위해 대체 감미료인 이성화당(인조꿀)을 생산하는 효소공정을 개발해 산업화를 촉진했으며, 항결핵제(리파암피신)의 국산화를 위해 리파마이신을 개발했다. 여기서 개발한 리파암피신 원료 생산기술을 기반으로 국내 바이오벤처기업 제1호인 유한화학(주)를 창업해서 기업화에 성공했다. 그는 당시 우리나라에 필요한 적정기술을 개발하여 한국의 과학과 더불어 산업의 발전을 위해 헌신한 과학자였다.

### 한국 생명공학 분야의 연구자, 벤처기업가, 정책가
한문희 원장은 생명산업 분야가 식품 및 발효 등 전통적 기술에 치우쳐 있다고 판단하고 생명과학기술 분야의 새로운 정책 방향을 제시한 보고서 “생명과학과 생물공업기술의 육성을 위한 연구개발계획수립에 관한 연구”(1981)를 작성했다.  이 보고서에 따라 생명공학 분야의 최초 연구비가 책정되었으며, 생명공학 분야가 처음으로 정부의 주요 정책의제로 포함될 수 있었다. 그 결과 유전공학육성법(현 생명공학육성법)이 제정되었고 유전공학센터(현 한국생명공학연구원)가 설립되었다.

### 유전공학 붐과 바이오벤처 붐의 신화 창출
한문희 원장은 1970~80년대의 어려운 여건에서도 기초연구 활동에 적극 참여하여 효소공학, 응용미생물학 및 생명공학 분야에서 130여편에 달하는 학술논문을 발표했고, ‘리파마이신 유도체의 생물학적 공정’ 등 국내외 특허 50여편을 획득했으며, ‘산업사회의 발전과 생명과학의 역할’ 등 90여 편의 기술동향 총설논문 또는 정책기고문을 발표하는 등 생명과학 연구개발 육성을 위한 정책도출과 기술확산에 크게 기여했다.

## 포상
- 1985년: 국민훈장 동백장
- 1989년: 대통령 표창
- 1997년: 대한민국 과학기술상 과학상

## 참고자료
- 대한민국과학기술유공자 홈페이지